# Надгосударственность
Надгосударственность, наднациональность — правовое качество международной организации, позволяющее ей, в соответствии с её уставом (договором, положением), в соответствии с утверждёнными государствами-членами процедурами, принимать решения обязательного характера для всех членов организации, в том числе без прямого согласия на то заинтересованного государства-члена.

## Описание
Надгосударственность возникает на этапе реализации целей и задач международной организации (объединения), установленных в учредительном договоре или других международных договорах организации.
Суверенные государства-члены закрепляют в своём законодательстве положения о возможности возложения государственных прав на международную организацию.

## Надгосударственная организация (объединение)
К надгосударственным организациям (объединениям) некоторые относят:
- Организация Объединённых Наций
- Политическая Организация Североатлантического договора
- Европейский союз
- Союзное государство России и Беларуси

## Замечание о терминах и переводе
В отечественной литературе для описания рассматриваемого явления используются как термины «наднациональность» и «наднациональный», так и термины «надгосударственность» и «надгосударственный». Несмотря на широкое распространение в русскоязычной литературе терминов «наднациональность» и «наднациональный», следует отдать предпочтение терминам «надгосударственность» и «надгосударственный», поскольку термины «надгосударственность» и «надгосударственный» являются более корректным переводом с французского — supranationalité, английского — supranational, немецкого — überstaatlich и точнее передают суть явления.
Кроме этого, учитывается тот очевидный факт, что обратный — русско-«иностранный» перевод терминов «наднациональность» и «наднациональный» ведёт к заметному искажению смысла этих терминов.